# 森利特希爾斯 (新墨西哥州)
森利特希爾斯（英語：Sunlit Hills）是位於美國新墨西哥州聖菲縣的普查規定居民點。

## 人口
根據2020年美國人口普查的數據，森利特希爾斯的面積為9.72平方千米，皆為陸地。當地共有人口736人，而人口密度為每平方千米75.72人。